# Perissomastix peterseni
Perissomastix peterseni är en fjärilsart som beskrevs av Hans Georg Amsel 1959. Perissomastix peterseni ingår i släktet Perissomastix och familjen äkta malar. Inga underarter finns listade i Catalogue of Life.